# Обіцянка (фільм, 1996)
Обіцянка ( фр. La Promesse) — драматичний фільм 1996 року бельгійських братів-режисерів Люка Дарденна та Жана-П’єра Дарденна. Сюжет пов’язаний з батьком Роджером, який безжально продає і експлуатує нелегальних іммігрантів. Його синові, Ігору, п’ятнадцять років, він учень механіка, а також допомагає свому батьку в роботі. Коли один з їхніх нелегальних робітників отримує серйозні травми на робочому місці, його залишають помирати, а смерть приховується Роджером. Ігор, одержимий почуттям провини, повинен вибрати між обраним батьком способом життя та його обіцянкою помираючому.

## Актори
- Жеремі Реньє — Ігор
- Олів'є Гурме — Роджер
- Ассіта Уедраого — Ассіта

## Реакція критиків
Фільм отримав переважно позитивні відгуки критиків. Вебсайт зі збору відгуків Rotten Tomatoes дає йому рейтинг схвалення 95% на основі 21 огляду із середнім балом 7,8/10. На Metacritic фільм отримав середню оцінку 82 на основі 17 рецензій, що вказує на «всесвітнє визнання».

## Зовнішні посилання
- Обіцянка на сайті IMDb (англ.)
- La Promesse на сайті Rotten Tomatoes (англ.)
- La Promesse at dardenne-brothers.com
- La promesse: One Plus One an essay by Kent Jones at the Criterion Collection